# 大眼褶腹喉盤魚
大眼褶腹喉盤魚（學名：Diplecogaster megalops）為輻鰭魚綱喉盤魚目喉盤魚科的其中一種，分布於東南大西洋與西印度洋的南非沙丹那灣到德爾班海域，棲息深度可達220公尺，本魚體延長，前部平扁，後部側扁，體不被鱗，覆有粘液層，腹鰭喉位，與周圍的皮褶特化成一吸盤，尾鰭圓形，背鰭軟條4-6枚、臀鰭軟條3-5枚，體長可達3.4公分，屬底棲性魚類，生活習性不明。